# 장미의 마리아
《장미의 마리아》(일본어: 薔薇のマリア 바라노 마리아[*])는 주몬지 아오/저, BUNBUN/삽화의 일본의 라이트 노벨 시리즈를 말한다. 가도카와 스니커 문고를 통해 발행중에 있다.

## 개요
가도카와 스니커 문고에서 연재되고 있는 라이트 노벨로 마치 판타지 게임을 연상케 하는 스토리를 지니고 있는 소설이다. 문장만으로 스플렉터 묘사의 테가 빗나가기 쉬운 10대를 위한 그러나 죄인은 용과 춤춘다, 라그나로크, 루나틱문에 필적할 만한 잔혹함을 자랑한다. 템포가 좋은 1인칭 시점의 문장, CG를 동원한 유려한 삽화, 무엇 보다 각 캐릭터들의 논리를 뛰어넘는 개성을 지니고 있어, 스니커즈 문고의 주목받고 있는 작품 중 하나가 되고 있다.